# Słowianie zachodni
Słowianie zachodni – jedna z grup Słowian, indoeuropejska grupa ludnościowa Europy, zamieszkująca wschodnią i środkową część tego kontynentu. 
Do Słowian zachodnich zalicza się: Czechów, Polaków, Serbołużyczan, Ślązaków i Słowaków. Przy zastosowaniu trójpodziału grupy lechickiej obok Polaków i Połabian wyróżnia się Pomorzan (Kaszubi). 
Łącznie około 77 milionów wraz z diasporą.

## Historia
Słowianie Zachodni
     Słowianie wschodni
     Słowianie południowi

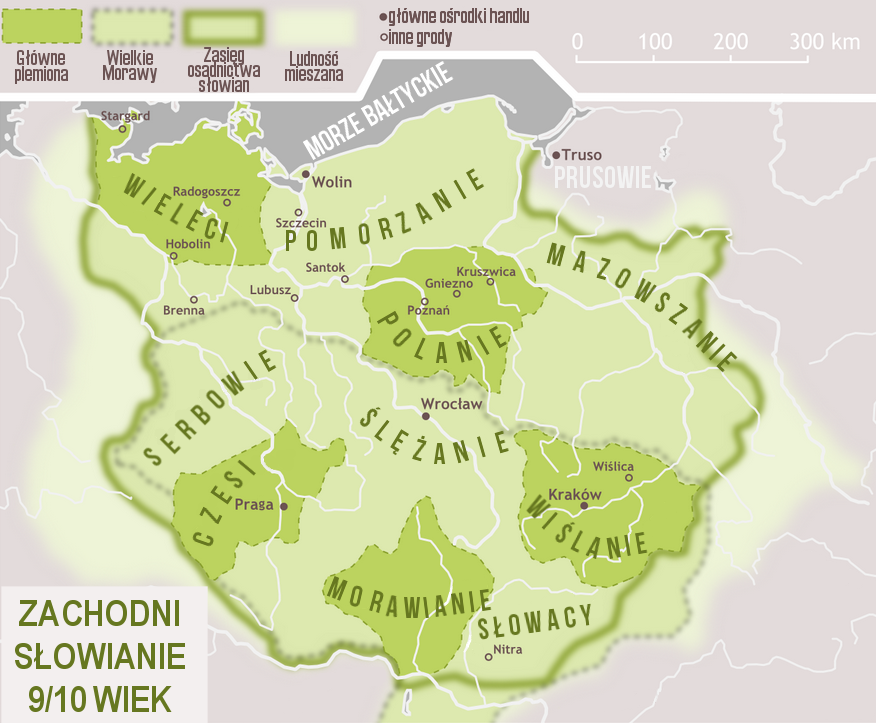
Słowianie zachodni w IX-X wieku. Wieleci, Pomorzanie, Polanie, Wiślanie, Czesi, Morawianie i inne

Słowianie Zachodni
Słowianie wschodni
Słowianie południowi

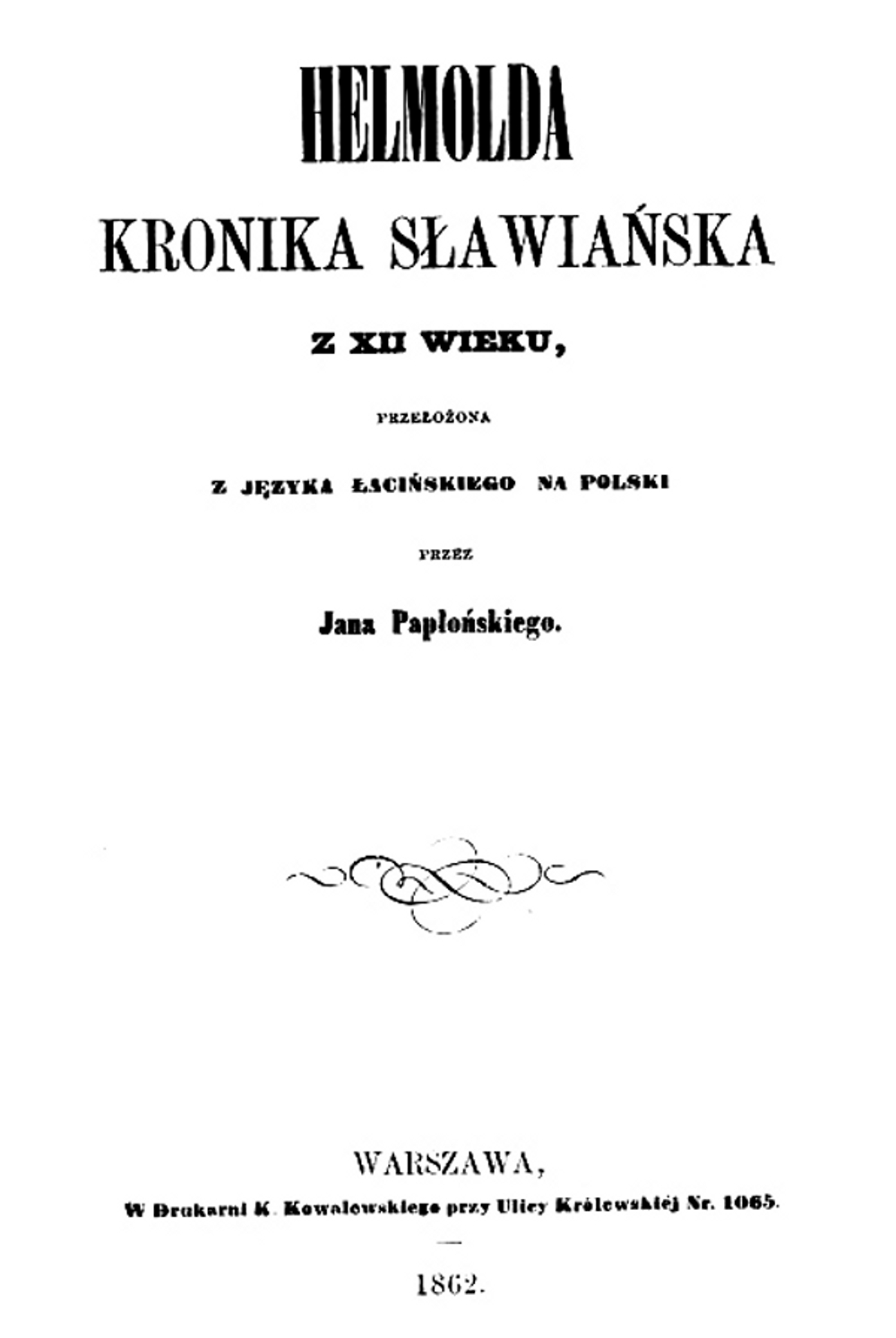
Podstawowe źródło o Słowianach zachodnich Kronika Słowian Helmolda wydana w 1862 w tłumaczeniu Jana Papłońskiego

W okresie migracji i ekspansji Słowian (VI-VII wiek) ludność ta zachowywała jedność kulturową i zapewne także w znacznej mierze językową. Dopiero usadowienie się Węgrów na Nizinie Węgierskiej u schyłku IX w. przerwało intensywne kontakty między Słowianami zamieszkującymi na północ od Karpat i Sudetów a Słowianami naddunajskimi i bałkańskimi. Spowodowało to powstanie coraz większego zróżnicowania między Słowianami Zachodnimi a Południowymi. Również różnice pomiędzy Słowianami zachodnimi a wschodnimi zaczęły formować się dopiero w X w., kiedy powstały konkurujące ze sobą państwa Rusi Kijowskiej i Polski. Proces różnicowania pogłębiony został faktem przyjęcia chrześcijaństwa w innym obrządku, co po schizmie w 1054 r. stało się czynnikiem tworzącym zasadnicze odmienności. W ten sposób – dopiero w X w. – wykształciły się 3 grupy Słowian, m.in. Słowian zachodnich.
Pisanym świadectwem wczesnego osadnictwa Słowian na ziemiach polskich jest wzmianka w „Historii wojen” Prokopiusza z Cezarei dotycząca roku 512, mówiąca o plemieniu germańskich Helurów, które przeszło ze swoich siedzib nad środkowym Dunajem przez ziemie Sklawinów, a następnie przez wyludnione obszary aż do siedzib Warnów na Połabszczyźnie. Prawdopodobnie Herulowie migrowali wzdłuż Odry i nad górnym i częściowo środkowym jej biegiem przechodzili przez ziemie Słowian, a następnie skręcili na zachód, przez wyludnione obszary do ziemi Warnów. Może to być jeden z najstarszych pisanych dowodów obecności Słowian nad Odrą i Wisłą w początkach VI stulecia.
Ruski kronikarz Nestor z Kijowa dał jedno z wczesnych świadectw obecności Słowian na terenie obecnej Polski w kronice napisanej ok. 1113 Powieść minionych lat. Wszystkich Słowian zachodnich mieszkających zarówno w rejonie Warty (Polanie), dolnej Odry (Lutycy), jak i środkowej Wisły (Mazowszanie) i dolnej Wisły (Pomorzanie) wywodził od ludu Lachów (Lechitów).), staroruskie Лѧх (Lęch/Ljach/Lach) (1115). Nazwa „Lachy” jeszcze do dziś zachowała się w językach wschodnich Słowian - Ukraińców, Białorusinów i Rosjan, którzy czasem potocznie nazywają tak Polaków.
sowieni że owi priszedsze siedosza na Wisle, i prozwaszasja lachowie, a ot tiech lachow prozwaszasja polanie, lachowie druzii luticzi, ini mazowszanie, ini pomorianie
Pełny fragment kroniki Nestora w przełożeniu na język polski brzmi: 
Gdy bowiem Włosi naszli na Słowian naddunajskich i osiadłszy pośród nich ciemiężyli ich, to Słowianie ci przyszedłszy, siedli nad Wisłą i przezwali się Lachami, a od tych Lachów przezwali się jedni Polanami, drudzy Lachowie Lutyczami, inni Mazowszanami, inni - Pomorzanami. - Nestor z Kijowa - Powieść minionych lat kronika napisana ok. 1113
Na ziemiach polskich początkowo podstawową komórką społeczną była rodzina wraz z krewnymi. Grupa rodzin z danego terytorium tworzyła małą społeczność zwaną opolem. Opola z poszczególnych terenów (zazwyczaj oddzielonych od siebie barierami naturalnymi jak rzeki, góry czy bory) tworzyły plemiona (np. Polanie, Wiślanie, Bobrzanie, Goplanie itp.). Na co dzień opolem zarządzał wiec plemienny, który w razie zagrożenia wybierał dowódcę (księcia lub wojewodę). Z czasem jednak tymczasowi wodzowie chcieli utrzymać władzę nad coraz liczniejszymi wspólnotami. Właśnie ich ambicje przyczyniły się do jednoczenia całych plemion we wspólnoty.
Na terenach Polski mieszkało wiele plemion słowiańskich, z których największe to Wiślanie (nad górną Wisłą), Polanie (nad Wartą), liczne plemiona śląskie, plemiona pomorskie, Mazowszanie (nad środkową Wisłą), Goplanie (na Kujawach), czy Lędzianie (nad Sanem i Wieprzem). Wiele z nich zapewne zaczęło się jednoczyć, lecz największy sukces odnieśli Polanie. Pierwszym udokumentowanym władcą państwa Polan był Mieszko I. Zgodnie z przekazem Galla Anonima przed Mieszkiem państwem Polan rządził „król” Popiel a po nim kolejni potomkowie Piasta: Siemowit, Lestek i Siemomysł.

## Pierwsze państwa zachodniosłowiańskie
- Państwo Samona (pierwsza połowa VII w.): założone przez kupca frankijskiego Samona około 624 r. Prawdopodobnie miało charakter związku plemion. Samon dał się poznać jako waleczny władca Słowian, który toczył wojny z Awarami i Frankami. Po jego śmierci państwo rozpadło się.
- Państwo wielkomorawskie: powstało ok. 830 r. na ziemiach Moraw i Słowacji. Jego pierwszy władca to Mojmir I. Upadło ok. 906 roku w wyniku najazdu Madziarów.

## Wierzenia religijne
- Trzygłów – bóstwo pomorskie o trzech twarzach, z ośrodkami kultu w Szczecinie, Wolinie i Brennie.
- Świętowit – prawdopodobnie bóg wojny, wróżb i urodzaju, czczony przez Słowian połabskich zwanych Wieletami lub Lutykami. Główny ośrodek kultu w Arkonie na wyspie Rugii, gdzie znajdowała się świątynia z posągiem o czterech twarzach i z rogiem obfitości w dłoniach. Świętowitowi był poświęcony biały koń, z którego zachowania się kapłani odczytywali wolę boga.
- Radogost – naczelne bóstwo Redarów, jednego z plemion wieleckiej grupy Słowian połabskich. Ośrodek kultu znajdował się w grodzie Radogoszcz, zburzonym w roku 1068.

## Plemiona zachodniosłowiańskie

Ziemie zasiedlone przez Obodrzytów, Wieletów oraz Serbołużyczan

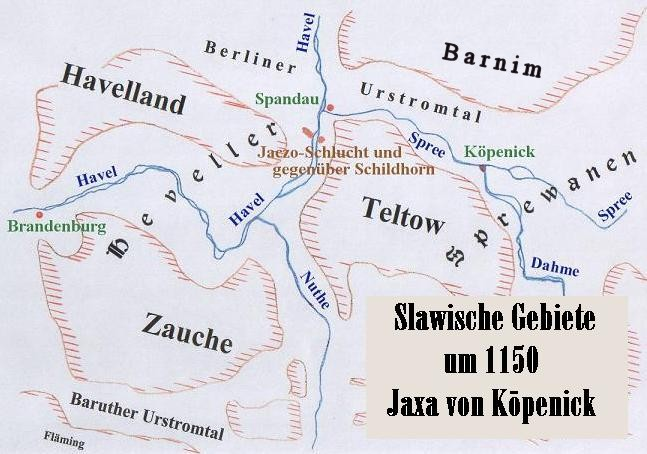
Osadnictwo zachodniosłowiańskie na obszarze obecnego Berlina ok. roku 1150, zobacz też: Jaksa z Kopanicy

Słowianie zachodni aż do XI wieku zachowali jedność językową, w późniejszym okresie nastąpiło zróżnicowanie:
- Serbołużyczanie
- plemiona polskie – Polanie, Wiślanie itp.
- Słowianie połabscy – Drzewianie
- Pomorzanie, dziś Kaszubi[10]
- Czesi i Słowacy

Plemiona o dyskusyjnej przynależności do zarówno Słowian zachodnich, jak i Słowian wschodnich, z powodu mieszkania na pograniczu:
- Bużanie - nad rzeką Bug
- Dulebowie - nad rzeką Bug
- Wołynianie - nad rzeką Bug i Styr

### Plemiona zachodniosłowiańskie na obszarze Polski
- Mazowszanie
- Lubuszanie – Leubuzzi, ok. X wieku
- Trzebowianie – ok. X wieku
- Bobrzanie – Pobarane nad rzeką Pober, 1086

| poz.: | nazwa     | naz. polska  | liczba grodów |
| ----- | --------- | ------------ | ------------- |
| 7,    | Hehfeldi  | Hawelanie    | 8             |
| 15,   | Miloxi    |              | 67            |
| 17,   | Thadesi   |              | 200           |
| 18,   | Glopeani  | Goplanie     | 400           |
| 33,   | Lendizi   | Lędzianie    | 98            |
| 34,   | Thafnezi  |              | 257           |
| 36,   | Prissani  | Pyrzyczanie  | 70            |
| 37,   | Uelunzani | Wolinianie   | 70            |
| 38,   | Bruzi     | Prusowie     |               |
| 47,   | Ungare    | Węgrzy       |               |
| 48,   | Uuislane  | Wiślanie     |               |
| 49,   | Sleenzane | Ślężanie     | 15            |
| 50,   | Lunsizi   | Łużyczanie   | 30            |
| 52,   | Milzane   | Milczanie    | 30            |
| 56,   |           | Głupczanie   | 30            |
| 57,   | Opolini   | Opolanie     | 20            |
| 58,   | Golensizi | Golęszycy    | 5             |
| 53,   | Besunzane | Bieżuńczanie | 2             |
| 51,   | Diadesisi | Dziadoszanie | 20            |

## Języki zachodniosłowiańskie
| polski   | dolnołużycki | górnołużycki | czeski | słowacki | kaszubski          | połabski drzewiański | etnolekt śląski  |
| -------- | ------------ | ------------ | ------ | -------- | ------------------ | -------------------- | ---------------- |
| człowiek | cłowjek      | čłowjek      | člověk | človek   | czôłwiek, człowiek | clawak, clôwak       | czowjek          |
| wieczór  | wjacor       | wječor       | večer  | večer    | wieczór            | vicer                | wjeczůr          |
| brat     | bratš        | bratr        | bratr  | brat     | bracyna, brat(ina) | brot                 | braćik           |
| dzień    | źeń          | dźeń         | den    | deň      | dzéń               | dôn                  | dźyń             |
| ręka     | ruka         | ruka         | ruka   | ruka     | rãka, paja         | ręka                 | rynka            |
| jesień   | nazymje      | nazyma       | podzim | jeseň    | jeséń              | prenja zaima, jisin  | podzimek, jeśyń  |
| śnieg    | sněg         | sneh         | sníh   | sneh     | sniég              | sneg                 | śńyg             |
| lato     | lěśe         | lěćo         | léto   | leto     | lato               | lato                 | lato             |
| siostra  | sotša        | sotra        | sestra | sestra   | sostra             | sestra               | śostra, szwestka |
| ryba     | ryba         | ryba         | ryba   | ryba     | rëba               | ryba                 | ryba             |
| ogień    | wogeń        | woheń        | oheň   | oheň     | òdżin              | widin                | łogyń            |
| woda     | woda         | woda         | voda   | voda     | wòda               | wôda                 | woda             |
| wiatr    | wětš         | wětřik, wětr | vítr   | vietor   | wiater             | wjôter               | wjater           |
| zima     | zymje        | zyma         | zima   | zima     | zëma               | zaima                | źima             |

## Źródła opisujące początki państw zachodniosłowiańskich
- Historia Francorum – ok. 660
- Geograf Bawarski – ok. 845
- Kronika Reginona z Prüm – ok. 915
- Kronika Thietmara – ok. 975
- Dagome Iudex – ok. 992
- Księga dróg i królestw – ok. 1068
- Gesta Hammaburgensis ecclesiae pontificum – ok. 1075–1080
- Dokument praski – ok. 1086
- Powieść minionych lat – 1113[11]
- Księga Rogera – 1154[12]
- Kronika Słowian – ok. 1177